# Tejonero de Westfalia
El tejonero de Westfalia es una raza canina de perro sabueso pequeño, de patas cortas originario de Westfalia (Alemania). Fue la raza utilizada en Suecia para desarrollar el Drever.

## Apariencia
El Tejonero de Westfalia, es la versión de patas cortas del sabueso de sangre de Baviera y muy similar en tamaño y apariencia al Drever (FCI No. 130), pero 2 cm más corto (El Drever fue registrado por primera vez en Suecia en 1910 como Westfälische Dachsbracke; el nombre cambió en 1947).
Se trata de un perro se levanta unos 30 a 38 cm hasta la cruz; tiene unas orejas caídas de tamaño medio y una cola larga que suele llevar enhiesta. El manto tiene un pelo corto y generalmente tricolor (rojo a amarillo con un lomo negro) con marcas blancas -llamadas marcas bracken-, y blanco en morro, pecho, patas, cuello y la punta de la cola. El pecho es más estrecho que el del Dachshund y las patas, más largas.

## Razas similares
- Sabueso de sangre de Baviera
- Drever
- Dachshund